# Marle (fleuve)
Pour les articles homonymes, voir Marle (homonymie).

La Marle (ou rivière de Vannes) est un fleuve côtier qui se jette dans le golfe du Morbihan à Vannes. Il s'agit de l'estuaire formé par les ruisseaux de Rohan, de Liziec et de Bilaire après leur confluence à l'étang au Duc dans la ville de Vannes. Entièrement canalisée, elle passe ensuite devant le jardin des remparts et se mêle aux eaux du golfe après la porte Saint-Vincent. Le chenal qu'elle forme ensuite constitue le port de plaisance de la ville.